# Кирмизикая
Кирмизикая (азерб. Qırmızıqaya) — село у Ходжавендському районі Азербайджану. Село розташоване за 2 км на північ від міста Гадрут та розташоване на трасі «Північ-Південь». Будівля сільської школи знаходиться у незадовільному стані.
14 жовтня 2020 року було визволене від вірменської окупації.

## Пам'ятки
У селі розташована церква Св. Аменапркіч (19 ст.), цвинтар (19 ст.), джерело (19 ст.), хачкар, селище (10-13 ст.) та фортеця «Внеса» (10-13 ст.).